# Paul Moor (gyógypedagógus)
Paul Moor (Bázel, 1899. július 27. – Meilen, Zürich kanton, 1977. augusztus 16.) svájci gyógypedagógus, a zürichi egyetem tanára (1951-77). A nem hagyományos gyógypedagógia művelője.

## Életpályája
Matematikát és természettudományokat hallgatott a bázeli egyetemen, ugyanott asszisztens (mai fogalmakkal tanársegéd) volt (1920-22) az asztronómiai intézetben, 1924-ben doktorált matematikából. Ezután két évig középiskolában tanított, mellette vallástörténetet és filozófiát tanult. 1929-30-ban egy kurzust végzett Zürichben a Gyógypedagógiai szemináriumban, majd feleségével együtt nehezen nevelhető és pszichopátiás gyermekek nevelőotthonában dolgozott. 
1933-tól Heinrich Hanselmann asszisztense lett, újra pedagógiát és pszichológiát tanult, ezekből 1935-ben doktorált, 1942-ben egyetemi magántanárrá habilitálták gyógypedagógiából. 1940-től mint Hanselmann utóda vezette a gyógypedagógiai szemináriumot és 1951-től - hasonlóan tanítómesteréhez - a gyógypedagógia professzora lett a zürichi egyetemen.

## Munkássága
Paul Moor mint Hanselmann tanítványa és utóda szintén elsősorban a gyógypedagógia és a gyógypedagógiai pszichológia teoretikusaként vált ismertté. Paul Moor értelmezésében azonban, minthogy szerinte „a gondoskodás nem egyenlő a neveléssel”, a gyógypedagógia fogalma korlátozottabb feladatkörre vonatkozik, mint a Hanselmann-i értelmezés. „A gyógypedagógia mindazon gyermekek nevelésének tana, akiknek fejlődését individuális és szociális tényezők tartósan gátolják.” A pedagógia fogalma alá kizárólag a nevelés és az oktatás tartozik, így a gyógypedagógia semmi más, mint megnehezített feltételek között végzett pedagógiai munka. 
Paul Moort a rendszerezésre való törekvés jellemezte. Szerinte a gyógypedagógia a belső tartás gyengeségeire irányuló nevelés. Rendkívül részletesen kidolgozott pedagógiai-antropológiai fejlődésmodellje alapján a belső tartás gyengeségeinek három fő kategóriáját különböztette meg és ezeket további alkategóriákra osztotta, mint: szellemi nyomorúság, gátoltság, szenvedélyesség, moralizáló tartás, önelégültség, üres serénység, kötelezettség nélküli rajongás, hatástalanná vált szellemiség. Ezzel a klasszifikációval Paul Moor teljes mértékben elhatárolódott valamennyi hagyományos gyógypedagógiai osztályozástól.

## Tanulmányai (válogatás)
- Theoretische Grundlegung einer heilpädagogischen Psychologie. Bern, 1943
- Heilpädagogische Psychologie. II. Pädagogische Psychologie der Entwicklungshemmungen. Bern, 1958
- Heilpädagogische Psychologie. I. Grundtatsachen einer allgemeinen pädagogischen Psychologie. Bern, 1960
- Heilpädagogik: Ein pädagogisches Lehrbuch. Bern-Stuttgart, 1965
- Kinderfehler-Erziehfehler. Bern, 1969
- Die Freiheit zum Tode : Plädoyer für das Recht auf menschenwürdiges Sterben : Euthanasie und Ethik. Rowohlt, 1977 (Vitairat az eutanázia jogi lehetőségéért)